# 尼康D3
Nikon D3是Nikon於2007年8月23日發布的數位單眼相機(DSLR)，為Nikon第一款具有全片幅感光元件的DSLR。